# Islas Murciélagos
Islas Murciélagos är öar i Costa Rica.   De ligger i provinsen Guanacaste, i den västra delen av landet, 230 km nordväst om huvudstaden San José. Arean är 0,20 kvadratkilometer.
Terrängen på Islas Murciélagos är platt. Öns högsta punkt är 58 meter över havet. Den sträcker sig 0,6 kilometer i nord-sydlig riktning, och 0,6 kilometer i öst-västlig riktning.